# Anna Hutchison
Anna Hutchison (Auckland, 1986. február 8. –) új-zélandi színésznő. Leginkább a Ház az erdő mélyén című horrorfilmből ismert.
2002 óta aktív. Férje 2018 óta Mike Gillespie, két gyermekük van.